# Campionato asiatico femminile di pallacanestro 1970
Il 3º Campionato Asiatico Femminile di Pallacanestro FIBA (noto anche come FIBA Asia Championship for Women 1970) si è svolto a Kuala Lumpur in Malaysia, dal 30 ottobre al 11 novembre 1970.
I Campionati asiatici femminili di pallacanestro sono una manifestazione biennale tra le squadre nazionali organizzato dalla FIBA Asia.

## Squadre partecipanti
- Corea del Sud
- Giappone
- Taiwan
- Thailandia
- Malaysia
- Indonesia
- Hong Kong
- Singapore
- India
- Vietnam

## Risultati
| Squadra       | Partite giocate | Vinte | Perse | Punti fatti | Punti subiti | Differenza | Punti |
| ------------- | --------------- | ----- | ----- | ----------- | ------------ | ---------- | ----- |
| Giappone      | 9               | 9     | 0     | 945         | 296          | +649       | 18    |
| Corea del Sud | 9               | 8     | 1     | 935         | 296          | +639       | 16    |
| Taipei cinese | 9               | 7     | 2     | 823         | 445          | +378       | 14    |
| Malaysia      | 9               | 6     | 3     | 494         | 598          | −104       | 12    |
| Indonesia     | 9               | 5     | 4     | 586         | 698          | −114       | 10    |
| Thailandia    | 9               | 4     | 5     | 506         | 577          | −71        | 8     |
| Singapore     | 9               | 3     | 6     | 323         | 498          | −279       | 6     |
| Hong Kong     | 9               | 2     | 7     | 410         | 676          | −266       | 4     |
| Vietnam       | 9               | 1     | 8     | 314         | 644          | −330       | 2     |
| India         | 9               | 0     | 9     | 402         | 906          | −504       | 0     |

## Classifica finale
| Posizione | Squadra       | Vinte/Perse |
| --------- | ------------- | ----------- |
| Oro       | Giappone      | 9-0         |
| Argento   | Corea del Sud | 8-1         |
| Bronzo    | Taipei cinese | 7-2         |
| 4         | Malaysia      | 6-3         |
| 5         | Indonesia     | 5-4         |
| 6         | Thailandia    | 4-5         |
| 7         | Singapore     | 3-6         |
| 8         | Hong Kong     | 2-7         |
| 9         | Vietnam       | 1-8         |
| 10        | India         | 0-9         |

## Campione d'Asia
| Campione d'Asia | Campione d'Asia | Campione d'Asia | Campione d'Asia |
| --------------- | --------------- | --------------- | --------------- |
| Giappone        |                 |                 |                 |